# Myles Jeffrey
Myles David Jeffrey (Riverside County, 5 oktober 1990), is een Amerikaanse acteur en filmproducent.

## Biografie
Jeffrey werd geboren in Riverside County en groeide op in een gezin met drie kinderen, van wie hij de jongste was. Hij heeft twee oudere broers (waaronder acteur Kyle).
Op school werd duidelijk dat Jeffrey zeer begaafd was: zijn IQ werd gemeten toen hij zes jaar was en hij bleek een genie te zijn. In 2007 deed hij mee aan Jeopardy! voor een tienerkampioenschap en werd hij in de halve finale verslagen. In 2010 studeerde hij cum laude af aan de University of California - Los Angeles in Engels. Vanwege zijn begaafdheid mocht hij ook lid worden van Mensa.
Jeffrey begon in 1997 met acteren in de televisieserie Lois & Clark: The New Adventures of Superman. Hierna heeft hij nog meer televisieseries en televisiefilms gedaan, zoals Beverly Hills, 90210 (1997-1998), Early Edition (1998-1999) en Whatever Happened to Robot Jones (2002-2003).
Jeffrey werd voor zijn acteerwerk verschillende keren genomineerd voor de Young Artist Award:
- 1999 - categorie beste jonge acteursstem – televisiefilm Babe: Pig in the City (1998) – gewonnen
- 1999 - categorie beste jonge acteursstem – televisiefilm Babe: Pig in the City (1998) - genomineerd
- 1999 - categorie beste optreden in een tv-dramaserie (acteur onder 10 jaar) – televisieserie Early Edition (1996) – genomineerd
- 2000 - categorie beste optreden in een tv-dramaserie (acteur onder 10 jaar) – televisieserie Early Edition (1996) – gewonnen
- 2001 - categorie beste optreden in een tv-film (acteur onder 10 jaar) – televisiefilm Mom's Got a Date With a Vampire (2000) – gewonnen
- 2002 - categorie beste optreden in een televisieserie of drama (acteur onder 10 jaar) – televisieserie ER (1994) – genomineerd
- 2003 - categorie beste optreden in een tv-dramaserie (gastoptreden jonge acteur) – televisieserie Touched by an Angel (1994) - genomineerd

## Filmografie

### Films
Uitgezonderd korte films.
- 2018: Reprisal - als Jake
- 2011: 11:11 – als Zach en Brian
- 2006: The Ant Bully - als Steve (stem)
- 2003: Recess: Taking the Fifth Grade – als stem
- 2003: Recess: All Growed Down – als stem
- 2003: Timecop 2: The Berlin Decision – als krantenbezorger
- 2003: Hoodlum & Son – als Archie Ellroy
- 2003: Code 11-14 – als Johnny Novack
- 2003: Frozen Impact – als Jason Blanchard
- 2002: The Santa Clause 2 – als elf
- 2001: Tart – als Pete Storm
- 2001: The (Mis)Adventures of Fiona Plum – als ??
- 2000: Mom's Got a Date With a Vampire – als Taylor Hansen
- 2000: Stepsister from Planet Weird – als Trevor Larson
- 2000: Geppetto – als ??
- 1998: Babe: Pig in the City – als Easy (stem)
- 1998: An All Dogs Christmas Carol – als Scruffy (stem)
- 1998: The Jungle Book: Mowgli's Story – als een van de wolvenpups (stem)
- 1998: The Odd Couple II – als kleine jongen
- 1997: Merry Christmas, George Bailey – als Tommy Bailey

### Televisieseries
Uitgezonderd eenmalige gastrollen.
- 2003: Stuart Little: The Animated Series – als George Little (stem) – 13 afl.
- 2002-2003: Whatever Happened to Robot Jones? – als Cubey – 9 afl.
- 1998-1999: Early Edition – als Henry Paget – 19 afl.
- 1997-1998: Beverly Hills, 90210 – als Zach Reynolds – 15 afl.

- International Standard Name Identifier: 0000 0000 5131 0413
- Library of Congress Control Number: nr2005028665
- Virtual International Authority File: 36877764
- WorldCat: E39PBJx4kgVvV9RWh7QhdJKDbd